# انستیتوت اداره و حسابداری نیمروز
انستیتوت اداره و حسابداری ولایت نیمروز یکی از مؤسسات تحصیلی نیمه‌عالی دولتی است که در سال ۱۳۹۱ به منظور بالا بردن ظرفیت اداری در این ولایت ایجاد شد. این نهاد در دو دوره فعالیت میکند ،1دوره لیسه در این دوره فارغین صنف نهم میتوانند رشته اداره تجارت را تا صنف دوازدهم بخوانند، 2دوره انستیتوت در این دوره محصلین صنف سیزدهم وچهاردم را رشته اداره ومدیریت تحصیل میکنند ومدرک فوق دیپلم رشته اداره ومدیریت را میگیرند انستیتوت اداره وحسابداری اولین وبهترین نهاد آموزشی وتحصیلی در سطح ولایت نیمروز میباشد ودارای امتیازات وسهولت های بی شماری است